# Olivier Messiaen
Olivier Messiaen (Avinyó, 10 de desembre de 1908 - Clichy, Île-de-France, 27 d'abril de 1992) va ser un compositor, organista i ornitòleg francès.
Tot i néixer en un moment històric que l’hauria pogut situar com a hereu natural del Grup dels Sis i receptor directe de les innovacions vieneses de principis del segle xx, Olivier Messiaen va traçar un camí molt personal. La seva música, tot i contenir ecos d’aquests moviments, es fonamenta en una visió pròpia i profunda del so, guiada per elements extramusicals com la fe religiosa, la contemplació de la natura i l’interès per la rítmica hindú i els cants dels ocells, que van acabar marcant decisivament la seva estètica.
Va ser un dels compositors més importants del segle xx pels seus estudis sobre escales, ritmes i timbres. Important organista i també professor de la major part dels serialistes joves de postguerra de tot Europa. Autor de moltes obres importants com la Simfonia Turangalila, l'òpera Saint François d'Assise, Quatuor pour la fin du temps, Oiseaux exotiques, La Transfiguration de Notre Seigneur Jésus-Christ, Des canyons aux étoiles i un llarg etcètera en el qual s'inclou un ampli catàleg d'obres per a piano i orgue.

## Biografia
Fill d'una família de tradició literària, el seu pare Pierre Messiaen fou professor d'anglès, autor de la traducció de les obres de William Shakespeare al francès, i la seva mare, Cécile Sauvage, era poetessa. A l'edat d'onze anys va ingressar en el Conservatori de París, on va estudiar orgue i composició. Va tenir com a professors Jean i Noël Gallon (harmonia, contrapunt i fuga) a Paul Dukas (composició), Maurice Emmanuel (història de la música), Charles-Marie Widor i Marcel Dupré (orgue). Dels germans Gallon, Messiaen va aprendre una tècnica musical forta, flexible, mentre que la brillantor sòlida de l'orquestració de Dukas en la seva òpera Ariane et Barbe-bleue (1907) va ser perceptible en obres orquestrals de Messiaen al llarg de la seva vida. Emmanuel li va transmetre el seu entusiasme pels modes grecs i hindús i Dupré va animar Messiaen en la seva inclinació per la improvisació, que va formar gran part del programa d'estudis d'orgue del Conservatori i de la qual Messiaen es va convertir en un mestre indiscutible.
Va ser designat organista de l'Església de La Trinitat de París el 1931, lloc que va ocupar fins a la seva mort. Interessat en el talent al violí de Claire Delbos, van fer junts recitals a París al començament dels anys 1930 i es van casar el 22 de juny de 1932. La compositora Claude Arrieu va ser la dama d'honor de Delbos. Messiaen va compondre Tema i variacions per a violí i piano com a present de casament per a la seva dona; la van interpretar junts el 22 de novembre. Durant els primers anys del seu casament van passar algunes vacances al Castell St. Benoît, a Neussargues-Moissac, una casa pertanyent a la família Delbos que Messiaen trobava propícia a la composició, i on es va compondre la major part de l'obra més coneguda d'aquesta època: L'Ascension, quatre méditations symphoniques (L'Ascensió, quatre meditacions simfòniques). Composta i estrenada el 1932, es tracta d'una obra d'uns 27 minuts, escrita per a gran orquestra i posteriorment transcrita i readaptada per a orgue el 1933. La versió orquestral consta dels següents moviments:
- Majestat de Crist demanant la Glòria a Son Pare
- Alabances serenes d'una ànima que anhela el Cel
- Al·leluia de la trompeta i de la campana
- Pregària de Crist dirigint-se a Son Pare

La composició Thème et variations anà seguida d'una altra obra per a violí que va compondre Messiaen per a la seva dona, Fantasia, no publicada fins a l'any 2007 o 2008. Altres obres de Messiaen van ser compostes per celebrar la felicitat de la jove parella, per exemple Poemes per a Mi (el sobrenom afectuós donat per Messiaen a Claire Delbos) per a soprano i piano l'any 1936, que va arreglar per a soprano i orquestra l'any 1937.
Quan va esclatar la Segona Guerra Mundial Messiaen es va unir a l'exèrcit francès, però la seva mala vista li va impedir l'acció a la primera línia. L'any 1940 va ser arrestat com a presoner de guerra, i mentre estava empresonat va compondre Quatuor pour la fin du temps (Quartet per a la fi dels temps) per als quatre instruments que hi disposava: piano, violí, violoncel i clarinet. L'obra va ser estrenada per Messiaen i els seus amics presoners -(el violoncel·lista francès Átienne Pasquier, el clarinetista algerià Henri Akoka i el violinista francès Jean Le Boulaire)- al gener en el camp de presoners de Silèsia davant un públic entusiasta format per presoners.
En sortir de la presó el 1941, aviat va ser nomenat professor d'harmonia, i després professor de composició (1966) en el Conservatori de París, lloc que va mantenir fins al seu retir l'any 1978. L'any 1944 va publicar Technique de mon langage musical, on resumeix i explica els principis rítmics i harmònics de la seva música.
Les principals obres dels anys posteriors al 1940 van incloure una trilogia sobre la llegenda de Tristany: Harawi (1945), un cicle de cançons amb textos propis del compositor que invoquen la mitologia peruana, la Simfonia Turangalila (1946-8, revisada l'any 1990), i Cinq rechants per a cor (1949). Posteriorment, va seguir un període d'experimentació amb els procediments serials i numèrics en obres com el Quatre études de rythme per a piano (1949-1950) i el Livre d'orgue (1951).
Messiaen després va començar a treure profit del seu gran interès pels ocells, del que transcrivia personalment els seus cants. Les tres peces més importants en què utilitza cants d'ocells són Réveil des oiseaux per a piano i orquestra (1953), Oiseaux exotiques per a piano, vent i percussió (1955-6) i Catalogue d'oiseaux per a piano (1956-8), on també hi barreja els sons dels corrents, el vent i els capvespres. En aquestes peces encara es troben acords comuns (i molt estranyament sonen amb companyia atonal). Serà amb l'obra Chronochromie (1960), quan Messiaen abandoni els acords tonals. Aquesta obra és un dels seus treballs més durs i més impressionants, així com en unes altres tres obres on explora les sonoritats del vent i la percussió: Sept haï-kaï (1962), Couleurs de la cité céleste (1963), i Et exspecto resurrectionem mortuorum (1964).
El 1966 Messiaen va ser finalment nomenat professor de composició en el Conservatori de París, i l'any següent va ser elegit membre de l'Institut. Durant els següents vint-i-cinc anys, va continuar dedicant el seu temps a l'ensenyament, als seus deures de l'església, la composició, i a viatjar, tant per escoltar interpretacions de la seva música i per rastrejar i transcriure el cant d'aus exòtiques. Aquests tenen un paper en les seves últimes dues obres per a piano La Fauvette des jardins (1970) i la petita obra Petites esquisses d'oiseaux (1985). A aquestes dues també cal afegir La fauvette passerinette (1961). També ocupa un lloc destacat en la seva única òpera Saint François d'Assise (1975-1983), que es va estrenar a l'Òpera de París el desembre de 1983. Les últimes obres de Messiaen seran dos cicles d'orgues Méditations sur le mystère de la Sainte-Trinité (1969) i Livre du Saint Sacrement, i quatre obres orquestrals: Un sourire (1989), Un vitrail et des oiseaux (1986) La Ville d'En-Haut (1987) i la seva última obra acabada, Éclairs sur l'Au-delà.

## La seva música: influències i tècniques
La música de Messiaen és complexa (estava interessat en els ritmes de l'antiga Grècia i d'orígens indis), i es basa harmònicament i melòdicament en els modes de transposició limitada (com l'escala de tons o l'escala octatònica), que van ser una innovació pròpia de Messiaen. Moltes de les seves composicions representen el que ell va anomenar "els aspectes meravellosos de la fe", mostrant el seu indestructible catolicisme. Va viatjar extensament, i va escriure les obres inspirat per diverses influències com ara la música del Japó, el paisatge del Canyó de Bryce a Utah, i la vida de Sant Francesc d'Assís. Messiaen va experimentar un tipus suau de sinestèsia manifestada com una percepció de colors quan sentia certes harmonies. Per un breu període Messiaen va experimentar amb el serialisme integral, en el camp del qual és citat sovint com a un innovador. El seu estil va absorbir moltes influències musicals exòtiques com ara el gamelan indonesi (la percussió de so determinat té sovint un paper prominent en les seves obres orquestrals), i també va usar les ones Martenot.
Messiaen va voler encarnar en la música una posició de contemplació extàtica. Les seves obres solen presentar una experiència de meditació concentrada sobre pocs materials, com un mantra musical. Messiaen no desenvolupa els temes, sinó que juxtaposa idees estàtiques. Això mostra la influència que va exercir sobre ell Debussy i Stravinski. Messiaen va utilitzar diverses tècniques que va descriure en l'obra La tècnica del meu llenguatge musical (1944).
L'ús innovador del color, la concepció personal de la relació entre el temps i la música, l'ús del cant dels ocells, i l'intent d'expressar profundes idees religioses, tot es combina de tal manera que fa quasi impossible confondre una composició de Messiaen amb una obra de qualsevol altre compositor clàssic occidental.

### La religió
Messiaen tenia una profunda fe catòlica i això li va portar algunes crítiques. Per una banda el públic religiós criticava les seves obres per tenir un llenguatge estrany i la crítica musical especialitzada el criticava per la seva insistència en temàtiques religioses, la falta de consideració per l'anomenada «musica absoluta» i pel que ells anomenaven «harmonies reaccionàries».

#### Obres de temàtica religiosa
Messiaen era un catòlic devot, i va compondre un gran nombre de peces de temes religiosos. En són exemple el Quatuor pour la fin du temps, Vingt regards sur l'Enfant-Jesús (1944) per a piano, la seva òpera Sant Francesc d'Asís (1975-1983) així com nombroses peces per a orgue.

### Sinestèsia
Messiaen tenia sinestèsia, és a dir, percebia els sons com a colors. O més ben dit, més que els sons el que percebia com a colors eren els intervals. En el seu llibre, així com en prefacis i fins i tot en el mateix cos de les seves partitures es pot trobar passatges d'enorme potència descriptiva del color, arribant a incloure com a guia per al director, el color de determinats passatges.

#### Obres d'influència sinestèsica
En algunes de les seves partitures, Messiaen va anotar els colors de la música, especialment a Couleurs de la Cité Céleste i en Des canyons aux étoiles. El propòsit era ajudar al director en la interpretació, més que per a especificar quins colors havia d'experimentar l'oient.

### Els ocells
| «                                                      | “Paul Dukas deia: «Escolteu als ocells, són grans mestres» No he deixat de seguir aquest consell per admirar, analitzar i anotar els cants dels ocells.” | » |
| — Olivier Messiaen, Tècnica del meu Llenguatge Musical | |   |

Messiaen estava fascinat pel cant dels ocells; deia que els ocells eren els millors músics i es considerava tant un ornitòleg com un compositor. Transcrivia el cant dels ocells en els seus viatges per tot el món, i va incorporar les transcripcions d'aquests cants en gran part de les seves obres, en les quals es transmet una sensació de contemplació dels dons de la naturalesa i del que és diví.

#### Obres amb cants d'ocells
Les obres més conegudes on incorpora cant d'ocells són: Réveil des oiseaux per a piano i orquestra (1953), Oiseaux exotiques per a piano, vent i percussió (1955-6), Catalogue d'oiseaux per a piano (1956-8), La Fauvette des jardins (1970) per a piano i Petites esquisses d'oiseaux (1985) també per a piano.

### Modes de transposició limitada
Els modes de transposició limitada són col·leccions de notes, com escales de tons enters o les octatòniques, que no es transformen quan es transporten a certs intervals. La seva principal característica és que no generen la necessitat de resolució, el que les converteix en una eina ideal per a compondre música contemplativa.

### L'harmonia de Messiaen
Messiaen sempre evita la resolució. Genera sèries d'acords que es repeteixen de tal manera que aconsegueix generar la sensació de contemplació o meditació.

### El ritme
Messiaen veu el ritme com un element de duració, no com a compàs, ja que la sèrie d'accents que genera el compàs per ell representen una característica humana i mundana. De tal manera que quan en lloc de moure'ns pels accents en fixem en les duracions, estem en l'àmbit del temps, que està controlat per la divinitat. Messiaen utilitzava el recurs de la talea, un esquema rítmic repetitiu de l'isoritme medieval per tal de generar una repetició cíclica, que altra vegada et conviden a la contemplació.

## Alumnes de Messiaen
Entre els seus distingits alumnes s'hi troben:
| - Jean-Louis Martinet, - Claude Prey, - Karel Goeyvaerts, - Alexander Goehr, - Pierre Boulez, - Yvonne Loriod (qui després seria la segona esposa de Messiaen), - Karlheinz Stockhausen, - Serge Nigg, - Milko Kelemen, - Jean Barraqué, - Tristan Murail, - Michaël Lévinas, | - Gérard Grisey, - Jean-Louis Florentz, - George Benjamin, - Luc Ferrari, - Alexander Kaul, - Maurice Le Roux, - Ida Gotkovsky, - Armin Schibler. - Gisele Barreau - Michèle Reverdy - Melanie Ruth Daiken - Betsy Jolas - Elsa Jacqueline Barraine - Joanna Bruzdowicz - Marta Ptaszyńska |

El fet que cada un dels seus alumnes recorregués un camí particular i independent resulta un tribut a la qualitat i imparcialitat de les ensenyances de Messiaen.

## Premis i reconeixements
- Va rebre el Premi Erasmus per la seva contribució a la construcció d'Europa.